# Cherdyn

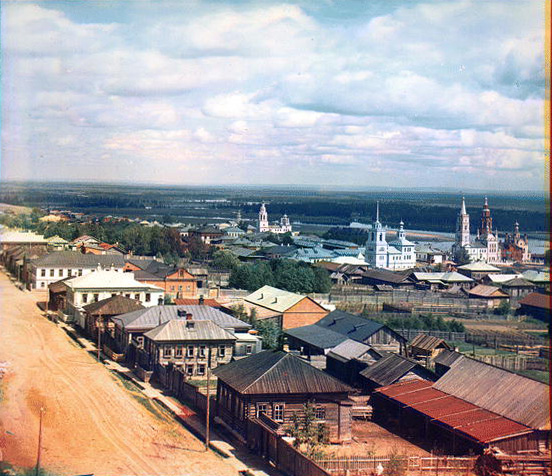
Cherdyn em 1912.

Cherdyn ou Tcherdyn (em russo:  Че́рдынь, transl. Tchérdyn' ; em komi: Чердін, Čerdin) é uma cidade no Krai de Perm, na Rússia. O rio Kolva cruza a cidade, que tem uma população de 5.756, de acordo com o censo russo de 2002.

## História
As autoridades locais anunciam Cherdyn aos turistas como a capital do antigo Principado da Grande Pérmia; esta informação teria como base estudos feitos pelo historiador sueco A. M. Strinnholm, e pelo célebre autor russo N. M. Karamzin. Strinnholm mencionou que a última viagem dos Viquingues escandinavos a Biármia (ou seja, a "Grande Pérmia") teria ocorrido em 1222. Quatro navios bem-equipados de Haakon IV da Noruega teriam incendiados as cidades do local, e após isto o comércio de peles entre a Grande Pérmia e a Europa Ocidental teria passado a ser possível apenas através da República da Novogárdia russa, que havia se tornado soberana de todo o norte da Rússia. 
Após a centralização dos principados russos feita pelos grãos-duques de Moscou, os príncipes da Pérmia, que já tinham adotado nomes russos, tornaram-se seus vassalos. A região da Grande Pérmia e de Cherdyn fornecia uma grande quantidade de prata, paga como tributo de Moscou à Horda Dourada. As tensões entre Moscou e Novogárdia levaram à guerra de 1471, na qual a República da Novogárdia foi anexada pelo Grão-Ducado de Moscou. No ano seguinte Cherdyn, Pokcha e todas as outras cidades da Grande Pérmia foram conquistadas. 
O principal forte dos moscovitas foi construído em Pokcha (Покча́), outra cidade situada a sete quilômetros ao norte de Cherdyn, porém acabou sendo incendiado pelas tribos locais no início do século XVI. Cherdyn, juntamente com toda a Pérmia, ainda era governada pela dinastia Velikopermsky de príncipes locais, até 1505; após este ano o czar passou a enviar um governador de Moscou, e Cherdyn tornou-se sua residência oficial. 
Desde a conquista russa da Sibéria, ocorrida meio século mais tarde, Cherdyn perdeu sua importância. Atualmente é uma típica cidade russa antiga, célebre como o local onde Osip Mandelstam passou seu exílio, em 1934.